# 王天培
王 天培（おう てんばい）は、中華民国の軍人。黔軍（貴州軍）の軍人で、後に国民政府（国民革命軍）の軍指揮官をつとめた。旧名は倫忠。字は植之。トン族（侗族）。弟に同じく黔軍や国民革命軍の軍人であった王天錫がいる。

## 経歴

### 黔軍での台頭
父は緑営の都司だったが、後に造林業を営んだ。王天培は、初めは学問を志したが、科挙の廃止に伴い、軍人の道を志す。1907年（光緒33年）に貴州陸軍小学堂に入学し、卒業後に武昌陸軍第3中学で学んだ。なおこの頃、袁祖銘とは換譜兄弟の契りを結んでいる。
1911年（宣統3年）10月、武昌起義が勃発すると、王は学生代表として革命軍に参加し、前線作戦指揮官となる。12月には、凰山要塞司令をつとめた。1912年（民国元年）、保定陸軍軍官学校に入学した。1913年（民国2年）12月、袁世凱が国会を解散し、臨時約法を廃止する。王天培はこれを批判する活動を行ったが、そのために逮捕、収監されてしまう。貴州の名士の仲介により、王は釈放された。また在学中に一度母の喪に服するため帰郷すると、王は自ら郷兵（義勇兵）を組織し、天柱で活動していた会党や匪賊を掃討している。その後、保定陸軍軍官学校を卒業し、黔軍に加入した。
王天培は護国戦争（第三革命）などで軍功をあげて次第に昇進し、後に彭漢章と共に黔軍指揮官谷正倫の有力配下となった。1920年（民国9年）11月の民九事変、さらに孫文の命による広西省の陸栄廷討伐にも谷に随従して参戦している。1922年（民国11年）1月、谷が中央直轄黔軍総司令に任命されたことに従い、彭は黔軍第1混成旅旅長、王は第2混成旅旅長にそれぞれ任命された。また、この際に孫文（孫中山）の知遇を得て、桂林で中国国民党に加入している。

### 袁祖銘を支えて
同年4月、貴州省での実権を一時掌握した谷正倫に随従し、王天培は貴陽に戻った。この頃、北京政府の支持を受けた袁祖銘が貴州奪取を図り「定黔軍」を組織して貴陽に向けて進軍してくる。王は袁と元から友誼が存していたため、密かに袁と結んだ上、さらに同僚の彭漢章をも説得して袁に付かせた。そして王・彭が袁に内応すると、他の谷配下の部隊も次々と袁に寝返り、谷は下野して湖南省へ逃亡している。この貢献により、王は袁から黔軍第2師師長に任命された。
1923年（民国12年）、唐継虞率いる滇軍（雲南軍）が貴州へ進攻してきたため、袁祖銘は貴陽を退出する。王天培は孫文の広州軍政府への合流を主張したが、袁はこれを聞かず、四川省での勢力拡大を図る。王もやむなくこれに従い、重慶近隣の江津、銅梁に駐屯した。王は匪賊討伐などにより現地の民心掌握に成功している。
その後勢力を盛り返した袁祖銘は、雲南の唐継尭と和解して貴陽に戻ることになり、王天培もこれに従った。1925年（民国14年）2月、王天培は貴州督弁に任命され、翌年6月までその地位にあった。しかし王天培は実際には貴陽には駐留せず、弟の王天錫と共に故郷の天柱を中心とする貴州東南部に割拠した。省政は、貴州省長に任命された同僚の彭漢章に委ねられたが、王兄弟は彭からほぼ自立して活動している。

### 北伐の最中の粛清

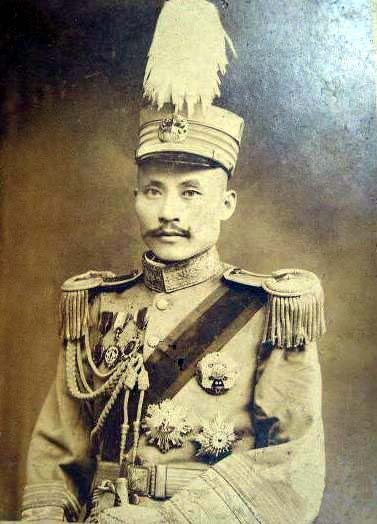
王天培別影

同年7月、王天培は国民政府から国民革命軍第10軍軍長に任命された（弟の天錫も同軍副軍長兼第28師師長となる）。同時に国民革命軍第9軍軍長に任命された彭漢章とともに、北伐に参戦する。第9軍と第10軍は湖南省で沈鴻英を撃破すると、12月には北京政府の長江上遊司令盧金山と四川軍指揮官楊森の連合軍を撃破した。まもなく国民革命軍第12軍軍長袁祖銘と彭は、蔣介石の指示を受けた国民革命軍第8軍軍長唐生智に粛清されたが、王天培は引き続き北伐に参加している。
1927年（民国16年）5月、王天培は北伐軍第3路前敵総指揮に任命され、蔣介石、李宗仁の指揮の下、中国東部の戦線で張宗昌らの直魯聯軍と激戦を展開した。王は直魯聯軍を圧倒する勢いだったが、友軍との連携に支障が生じたために前線で次第に孤立していく。7月には徐州が陥落して、王も退却を余儀なくされた。蔣の命令により、引き続き徐州奪回作戦にも参加し、王率いる軍は善戦したが、他の軍が敗北して作戦は失敗に終わる。同年8月10日、王天培は南京において突然拘留された。9月2日、蔣介石の命を受けた何応欽・白崇禧の指示により、徐州失陥等の罪を問われて杭州で処刑された。享年40。
この処分については、当時の世論からも疑義を持たれ、『武漢晩報』、『湘江快報』などの地方紙は、蔣介石に対する批判的報道を展開した。また李宗仁も、蔣こそが指揮を誤ったのであり、王天培は蔣の「贖罪の山羊（スケープゴート）」にされただけである旨を書き残している。1931年（民国20年）、反蔣介石派の広州国民政府は、王の名誉回復を行った。

## 注
1. ↑  徐主編（2007）、67-68頁。
2. 1 2 3 4 5 6 7  劉国銘主編（2005）、128頁。
3. 1 2 3  『天柱県志』（1993）、877頁。
4. 1 2 3 4 5  徐主編（2007）、68頁。
5. ↑  この当時、貴州省では孫文支持の新軍軍人を核とする「新派」（指導者は黔軍総司令・王文華）と、北京政府支持の旧軍・政治家を核とする「旧派」（指導者は貴州督軍・劉顕世）の権力闘争が激化していた。谷正倫は王文華の指示を受けて貴陽へ進軍してこれを占領、旧派を粛清した事件である。
6. ↑  熊（1996）、270頁。
7. 1 2  『天柱県志』（1993）、878頁。
8. ↑  『貴州軍閥史』（1987）、190-192頁。
9. ↑  これは、湖南省の統治権を脅かされることを恐れた唐生智が先手を打ったものと見なされている。蔣介石も、国民党との関係が薄い袁・彭への警戒感は強かった。唐は、王の粛清も蔣に求めていたが、王は本文にある通り、国民党への親和性が強い経歴・思想の持ち主であった。そのため、この時点での粛清は免れたものと見られる。
10. ↑  『天柱県志』（1993）、878-879頁。
11. ↑  李宗仁（1988）、340頁
12. ↑  『天柱県志』（1993）、879頁。